# CitriFrut (журнал)
«CitriFrut» — кубинский научный журнал. Выходит в Гаване.

## История
В 1999 году институт тропических культур министерства сельского хозяйства Кубы начал издание журнала "CitriFrut", посвященного вопросам цитрусоводства и тропического плодоводства. В 2009 году он официально сертифицирован министерством науки, технологии и окружающей среды Кубы в качестве научного журнала.

## Общие сведения
Журнал публикует статьи по вопросам тропического плодоводства, ботаники, селекции и сельского хозяйства на испанском и английском языке. Индексирован в системах "CubaCiencias", "Latindex-Catálogo" и "Latindex-Directorio".